# اوتوکومپو

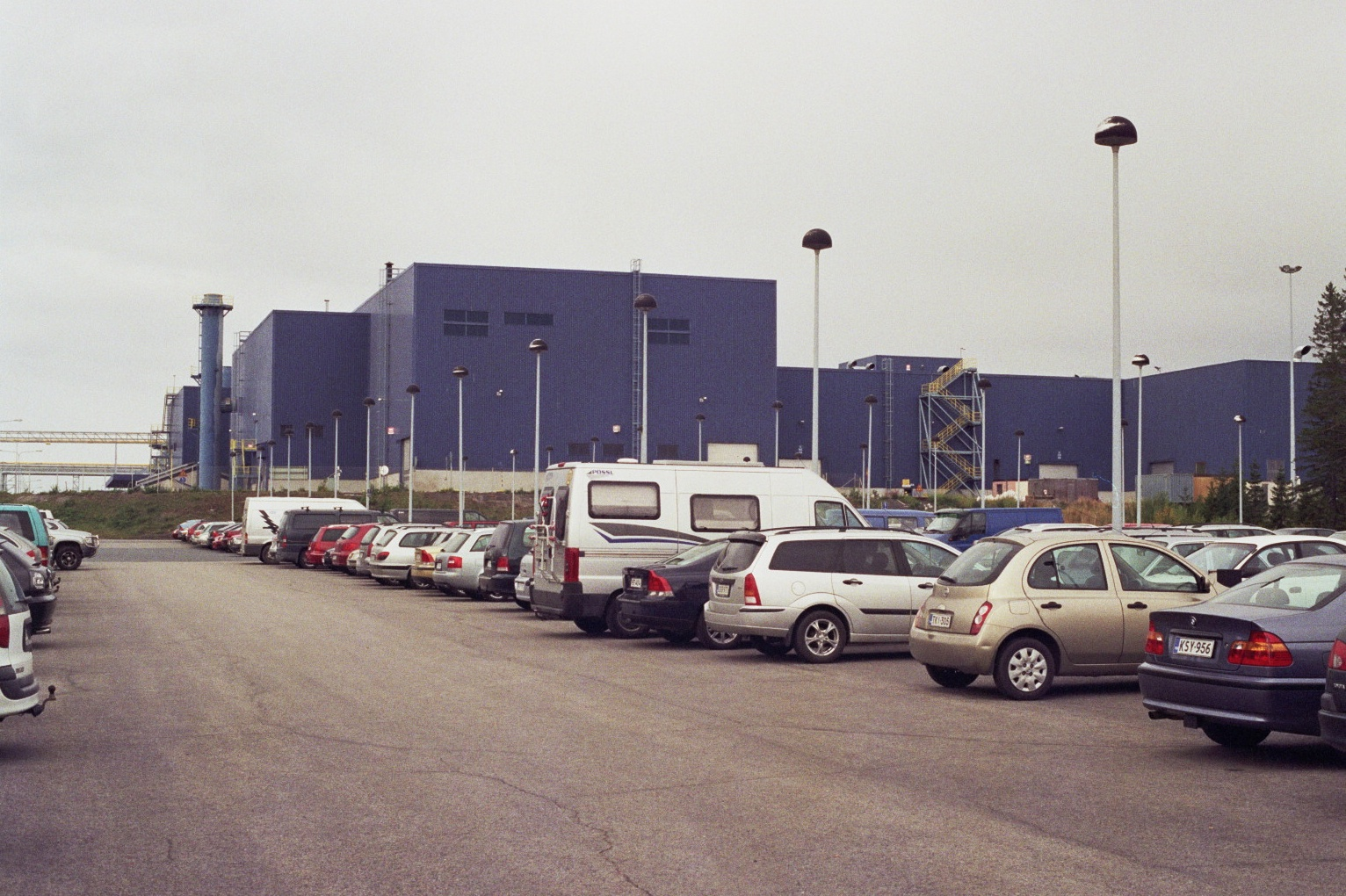
کارخانه تولید فولاد ضد زنگ در تورنیون، فنلاند

اوتوکومپو (به فنلاندی: Outokumpu) شرکت فولاد فنلاندی است، که ستاد مرکزی آن در شهر اسپو، فنلاند مستقر می‌باشد.
تمرکز اصلی شرکت اوتوکومپو در تولید فولاد ضدزنگ است. این شرکت دارای بیش از ۱۸،۰۰۰ کارمند بوده، که در ۳۰ کشور جهان فعالیت می‌نمایند.